# International Holocaust Remembrance Alliance
De International Holocaust Remembrance Alliance (IHRA) is een intergouvernementele organisatie die, in samenwerking met de Verenigde Naties, lidstaten en experten samenbrengt voor de promotie van educatieve projecten en onderzoek rond de herdenking van de holocaust.
De organisatie, tot 2013 bekend onder de naam Task Force for International Cooperation on Holocaust Education, Remembrance, and Research, werd in 1998 opgericht onder impuls van de Zweedse ex-premier Göran Persson. Uitgangspunt voor de organisatie is de Verklaring van Stockholm, aangenomen op het Internationaal Forum over de Holocaust in januari 2000.
Eind juli 2025 stapte Brazilië uit de Holocaust-alliantie, nadat het de genocidezaak van Zuid-Afrika tegen Israël bij het Internationaal Gerechtshof had gesteund. Brazilië beriep zich op juridische bezwaren tegen lidmaatschap, na onder meer aanbevelingen van VN-rapporteur Francesca Albanese. Israël noemde de beslissing een ““diep moreel falen”.
In 2016 nam de IHRA de IHRA-definitie aan als werkdefinitie van antisemitisme.
De International Holocaust Remembrance Alliance heeft een secretariaat in Berlijn, en telde in 2019:
- 34 landen als volwaardig lid
- 1 aangesloten land
- 7 landen als waarnemer